# Notre-Dame de Paris (spettacolo musicale)
Notre-Dame de Paris è uno spettacolo musicale scritto da Luc Plamondon con la  musica composta da Riccardo Cocciante, tratto dall'omonimo romanzo di Victor Hugo; il libretto in italiano è di Pasquale Panella. I produttori sono David Zard e Charles Talar.

## Storia dello spettacolo
Cocciante e Plamondon, come da loro dichiarato, scrissero l'opera per il puro piacere di scrivere musica, senza pensare di realizzarla in forma scenica. A lavoro terminato, tuttavia, il risultato fu di tale qualità da spingerli a trasformarlo in uno spettacolo teatrale.
Il 16 settembre 1998 l'opera debuttò a Parigi con la regia di Gilles Maheu, il quale, seguendo i desideri degli autori, anziché sviluppare l'azione teatralmente come in un musical, allestì uno spettacolo in forma semi-scenica, con scenografie e cantanti in costume i quali tuttavia interagiscono solo parzialmente, interpretando i brani in forma quasi concertistica, alternandosi al corpo di ballo che esegue le coreografie separatamente.
I brani Vivre, Le Temps des cathédrales, e Belle vennero pubblicati come singoli in Francia, ottenendo un buon successo. Live for the One I Love, versione inglese di Vivre venne incisa da Céline Dion.
Il successo della produzione parigina spinse gli autori ad esportare lo spettacolo, realizzando adattamenti in numerose nazioni. Dal debutto parigino al 2008 lo spettacolo venne allestito in Francia, Corea del Sud, Belgio, Svizzera, Canada, Russia, Spagna, oltre che in Italia, Regno Unito e USA.
Una prima versione in lingua inglese, con i testi di Will Jennings, venne presentata seppur ampiamente tagliata nel 2000 a Las Vegas, cui è seguì l'edizione integrale che debuttò a Londra il 23 maggio dello stesso anno, restando in scena per diciassette mesi nel West End con buon successo di pubblico (sebbene molto inferiore rispetto all'edizione parigina).
La versione italiana, con la produzione di David Zard, debuttò al GranTeatro di Roma il 14 marzo 2002 con i testi italiani di Pasquale Panella. Il 4 settembre 2003 lo spettacolo venne trasmesso in diretta dall'Arena di Verona su Rai 1. Nel 2022 l'opera festeggiò il ventennale con una tournée cui prese parte il cast originale del 2002.
Nel marzo 2025 è stato annunciato che lo spettacolo ritornerà in tournée in Italia da febbraio 2026 in una veste rinnovata. 

## Accoglienza
Accolto con un notevole successo (è tuttora lo spettacolo musicale di maggior successo nella storia della Francia), Notre Dame de Paris ha suscitato l'ammirazione di gran parte della critica francese, soprattutto per quanto riguarda i testi di Plamondon e le musiche di Cocciante. Anche la messinscena, nonostante qualche dissenso, è stata generalmente apprezzata per aver saputo innovare abilmente il tradizionale stile registico degli spettacoli musicali. Apprezzate nel complesso le interpretazioni dei cantanti, mentre i melomani hanno espresso il loro dissenso per l'uso di basi musicali pre-registrate. L'edizione francese dello spettacolo è entrata nel Guinness dei Primati come il musical di maggior successo nel primo anno di rappresentazione (record precedentemente detenuto da Miss Saigon e attualmente da Wicked) e ha raggiunto nel corso degli anni un pubblico complessivo dichiarato di oltre quattro milioni di persone.
Un analogo trionfo è stato tributato allo spettacolo in Italia: 4 milioni di spettatori, oltre 1400 repliche all'attivo, toccando 46 città.
In tutto il mondo l'opera ha superato i 15 milioni di spettatori con oltre 5000 repliche rappresentate.

## Trama

### I Atto
Parigi, 1482. Il poeta Pierre Gringoire introduce la storia, davanti al sagrato di Notre-Dame (Il tempo delle cattedrali), invaso poco dopo da un gruppo di zingari che, guidati dal loro re Clopin Trouillefou, chiedono il diritto d'asilo per poter rimanere nella città (I clandestini). L'arcidiacono Claude Frollo, che cova un grande odio verso gli zingari, manda invece Febo, capitano delle guardie, a scacciarli (Intervento di Frollo). Febo svolge il suo compito, ma rimane incantato dalla fulgida bellezza della zingara Esmeralda (Da dove vieni bella straniera/Zingara), che è tuttavia protetta da Clopin, suo fratello maggiore, il quale come un padre l'ha allevata e cresciuta dopo la morte della loro madre. Egli la mette in guardia dalla malizia e la cattiveria degli uomini (Esmeralda, lo sai); d'altra parte, Febo è fidanzato ufficialmente con la nobildonna Fiordaliso ed il loro matrimonio è vicino (La fede di diamanti). 
Intanto a Parigi si celebra la Festa dei folli, una festa in maschera in cui i cittadini incoronano il campanaro deforme Quasimodo come papa della giornata, in quanto il più brutto, spaventoso e grottesco uomo della città (La festa dei folli/Il papa dei folli). La festa è però interrotta da Frollo, che richiama Quasimodo, suo servo, e gli ordina di rapire Esmeralda della quale si è segretamente innamorato (La strega). Il campanaro, essendo stato allevato dall'arcidiacono come un figlio quando tutti lo disprezzavano, prova per lui una devozione e un affetto incondizionato e gli ubbidisce ciecamente (Il trovatello).
Gringoire vaga per la città di notte e assiste al rapimento di Esmeralda, che fallisce: Quasimodo viene arrestato da Febo e dalle sue guardie (Le porte di Parigi/Un tentativo di sequestro). La zingara perde il proprio pugnale nella colluttazione con Quasimodo e Frollo lo raccoglie prima di allontanarsi furtivamente. Febo riesce a sedurre l'ignara Esmeralda e le dà appuntamento al Val d'Amore, luogo appena fuori le porte della città adibito ad incontri clandestini e ritrovo per prostitute. Gringoire intanto segue la giovane zingara fino alla Corte dei Miracoli, quartiere dei gitani, dove viene catturato e condannato all'impiccagione da Clopin per essere penetrato nel loro covo, ma Esmeralda lo salva decidendo di sposarlo e di renderlo così uno di loro (La corte dei miracoli). I due non consumano le nozze ed Esmeralda confessa a lui e a sé stessa l'amore per l'aitante Febo (La parola Febo). Il capitano d'altro canto è diviso tra l'amore puro e sincero dell'angelica Fiordaliso e la passione fatale per l'affascinante Esmeralda, e decide di lasciarsi andare ai suoi istinti più bassi sposando la prima e facendo della seconda la sua amante (Bello come il sole/Cuore in me).
Il giorno seguente, mentre Gringoire racconta a Frollo del suo matrimonio bianco con la zingara (Ananche), Quasimodo viene condannato alla tortura della ruota per l'aggressione ad Esmeralda. La ragazza, incoraggiata da Clopin, davanti all'intera folla lo disseta con dell'acqua alleviando un poco le sue sofferenze (Da bere). Anche il gobbo si innamora perdutamente della zingara per il suo gesto di pietà. Subito dopo, Quasimodo, Frollo e Febo cantano il loro amore per Esmeralda, chi attratto dalla sua bontà e chi dalla sua bellezza (Bella).
Quasimodo fa conoscere ad Esmeralda il suo lato più tenero mostrandole la cattedrale, e i due diventano amici (La mia casa è la tua); mentre la gitana racconta alla Vergine quanto accaduto in precedenza (Ave Maria pagana/Se guardassi dentro di me), più tardi, Esmeralda si addormenta e Frollo la spia ammettendo il suo disperato amore, non ricambiato, nei suoi confronti, soffocato da rigidi ideali di castità e di religione (Mi distruggerai).
Assetato di odio e gelosia per chiunque possa avere Esmeralda al suo posto, Frollo segue Febo fino al Val d'Amore, dove il capitano viene raggiunto dalla zingara (L'ombra/Il Val d'Amore).
I due amanti si trovano finalmente soli e stanno proprio per amarsi quando Frollo, impazzito dalla gelosia, ferisce gravemente Febo usando il pugnale della ragazza, lo abbandona sulla scena e fugge; la colpa dell'aggressione viene data ad Esmeralda (La voluttà/Fatalità).

### II Atto
Gringoire e Frollo parlano dei grandi cambiamenti che stanno sconvolgendo la società del medioevo (Parlami di Firenze); nel frattempo Quasimodo, consumato dall'amore per Esmeralda, trascura le sue campane (Le campane). 
Gringoire informa Clopin che Esmeralda è stata arrestata ed è sotto processo (Lei dov'è?); dalla prigione, la zingara chiama Quasimodo in suo aiuto (Ali in gabbia, occhi selvaggi), mentre Clopin e gli altri zingari subiscono la stessa sorte della ragazza (Condannati). Al processo Frollo stesso accusa Esmeralda del tentato assassinio di Febo (Il processo), facendola così condannare a morte (La tortura), pur ammettendo che il suo folle odio deriva dal suo folle amore per lei non corrisposto (Un prete innamorato). Esmeralda s'illude che Febo venga a salvarla (Mio Febo), quando invece il capitano è tornato da Fiordaliso a supplicare perdono e dando la colpa di tutto ad Esmeralda che lo avrebbe stregato (Io ritorno a te); la fidanzata si riconcilia così con lui, ma mostra un lato cinico ed amaro di donna tradita ed umiliata, e gli annuncia che lo perdonerà solo se Esmeralda morirà (La cavalcatura). 
Intanto Frollo visita Esmeralda nella cella e dichiara di poterla salvare se accetta di concedersi a lui, ma lei rifiuta disgustata (Visita di Frollo a Esmeralda); così Frollo apre la porta della cella ed entra: è pronto a farla sua, anche con la forza (Un mattino ballavi). Quasimodo libera tuttavia gli zingari ed anche Esmeralda, prima del peggio, viene salvata da Clopin (Liberi). Rivolgendosi alla luna, con tutta la sua vena poetica Gringoire riflette sull'amore sofferto del gobbo per la zingara (Luna). Quasimodo nasconde Esmeralda nella Cattedrale ma la gitana, pur essendogli riconoscente in quanto le ha salvato la vita e non avendo più paura di lui, continua ad amare Febo (Ti lascio un fischietto). Il gobbo è disperato dal confronto tra lui e Febo e dal fatto che il suo amore non sarà mai ricambiato (Dio, ma quanto è ingiusto il mondo), mentre la zingara immagina un mondo dove i cristiani e i pagani come lei possano vivere in pace (Vivere per amare). 
Il giorno seguente si scatena una battaglia tra i soldati, intenzionati a far irruzione a Notre-Dame per arrestare Esmeralda, e gli zingari, che vogliono difenderla (L'attacco a Notre-Dame). Febo tuttavia uccide Clopin, ordina l'impiccagione ad Esmeralda e arresta gli altri zingari, mantenendo così la sua promessa a Fiordaliso, che accetta di sposarlo (Deportati). Esmeralda viene così impiccata tra le risate di Frollo. Quasimodo, che comprende finalmente il ruolo del padrone in tutto questo, in un impeto di rabbia lo uccide gettandolo giù dalla cattedrale (Maestro e salvatore). Poi raggiunge la zingara nelle catacombe, dove l'abbraccia per rimanere per sempre con lei, lasciandosi morire (Datela a me/Balla, mia Esmeralda).

## Brani

### I Atto
1. Ouverture
2. Il tempo delle cattedrali (Gringoire)
3. I clandestini (Clopin)
4. Intervento di Frollo (Frollo e Febo)
5. Da dove vieni bella straniera (Febo)
6. Zingara (Esmeralda)
7. Esmeralda lo sai (Clopin e Esmeralda)
8. La fede di diamanti (Fiordaliso e Febo)
9. La festa dei folli (Gringoire)
10. Il papa dei folli (Quasimodo)
11. La strega (Frollo e Quasimodo)
12. Il trovatello (Quasimodo)
13. Le porte di Parigi (Gringoire)
14. Un tentativo di sequestro (Febo, Esmeralda, Gringoire e Frollo)
15. La Corte dei Miracoli (Clopin, Esmeralda e Gringoire)
16. La parola Febo (Esmeralda e Gringoire)
17. Bello come il sole (Esmeralda e Fiordaliso)
18. Cuore in me (Febo)
19. Ananche (Frollo e Gringoire)
20. Da bere (Frollo e Quasimodo)
21. Bella (Quasimodo, Frollo e Febo)
22. La mia casa è la tua (Quasimodo e Esmeralda)
23. Ave Maria pagana (Esmeralda)
24. Se guardassi dentro di me (Quasimodo)
25. Mi distruggerai (Frollo)
26. L'ombra (Febo e Frollo)
27. Il Val d'Amore (Gringoire e Febo)
28. La voluttà (Febo ed Esmeralda)
29. Fatalità (Gringoire, Frollo, Quasimodo, Clopin e Fiordaliso)

### II Atto
1. Parlami di Firenze (Frollo e Gringoire)
2. Le campane (Gringoire, Frollo e Quasimodo)
3. Lei dov'è (Frollo, Gringoire e Clopin)
4. Ali in gabbia, occhi selvaggi (Esmeralda e Quasimodo)
5. Condannati (Clopin)
6. Il processo (Frollo ed Esmeralda)
7. La tortura (Frollo ed Esmeralda)
8. Un prete innamorato (Frollo)
9. Mio Febo (Esmeralda)
10. Io ritorno a te (Febo)
11. La cavalcatura (Fiordaliso)
12. Visita di Frollo a Esmeralda (Frollo ed Esmeralda)
13. Un mattino ballavi (Frollo ed Esmeralda)
14. Liberi (Quasimodo, Clopin, Esmeralda e Gringoire)
15. Luna (Gringoire)
16. Ti lascio un fischietto (Quasimodo ed Esmeralda)
17. Dio, ma quanto è ingiusto il mondo (Quasimodo)
18. Vivere per amare (Esmeralda)
19. L'attacco a Notre-Dame (Clopin, Frollo, Febo, Esmeralda e Gringoire)
20. Deportati (Febo)
21. Maestro e salvatore (Quasimodo e Frollo)
22. Datela a me (Quasimodo)
23. Balla mia Esmeralda (Quasimodo)
24. Balla mia Esmeralda (ripresa) (saluti finali)
25. Il tempo delle cattedrali (ripresa) (tutti insieme)

## Cast francese

### Cast originale 1998
- Quasimodo: Garou
- Esmeralda: Hélène Ségara[5]
- Frollo: Daniel Lavoie
- Gringoire: Bruno Pelletier
- Clopin: Luck Mervil
- Febo: Patrick Fiori
- Fiordaliso: Julie Zenatti

## Cast italiano

### Cast originale 2002
- Quasimodo: Giò Di Tonno, Fabrizio Voghera
- Esmeralda: Lola Ponce, Rosalia Misseri
- Frollo: Vittorio Matteucci, Fabrizio Voghera
- Gringoire: Matteo Setti, Heron Borelli
- Clopin: Marco Guerzoni, Cristian Mini
- Febo: Graziano Galatone, Heron Borelli
- Fiordaliso: Claudia D'Ottavi, Chiara Di Bari
- Corpo di Ballo: Damiano Bisozzi, Jodie Blemings, Sarah Boulter, Karina Champoux, Darren Charles, Agesandro Dias Do Rego, Francesca Di Maio, Stacey Dore, Emma Gilbert, Kal Guglielmelli, Mirko Guido, Rachel Hoiles, Mauro Leonardi, Amy Mason, Emilio Milani, Sara Millozzi, Antonio Orlando, Julie Perron, Elisa Petrolo.
- Acrobati: Paul Colborn, Simon Fee, Nick Lewis, Marco Sacco, Chris Turner, David Underwood, Gerald Zarcilla
- Breakers: Daniel Rojas, Daniel Ruiz Martinez

### Cast Tour 2003
- Quasimodo: Giò Di Tonno, Fabrizio Voghera
- Esmeralda: Lola Ponce, Rosalia Misseri, Ilaria Andreini, Leyla Martinucci
- Frollo: Vittorio Matteucci, Christian Gravina, Fabrizio Voghera
- Gringoire: Matteo Setti, Mattia Inverni
- Clopin: Marco Guerzoni, Cristian Mini, Aurelio Fierro Jr.
- Febo: Graziano Galatone, Heron Borelli, Alberto Mangia Vinci
- Fiordaliso: Claudia D'Ottavi, Chiara Di Bari, Ilaria De Angelis

### Cast Tour 2004
- Quasimodo: Giò Di Tonno, Fabrizio Voghera, Giordano Gambogi, Luca Maggiore
- Esmeralda: Ilaria Andreini, Chiara Di Bari, Leyla Martinucci
- Frollo: Fabrizio Voghera, Luca Velletri, Christian Gravina
- Gringoire: Matteo Setti, Mattia Inverni, Roberto Sinagoga, Gianluca Perdicaro
- Clopin: Cristian Mini, Aurelio Fierro Jr.
- Febo: Heron Borelli, Alberto Mangia Vinci
- Fiordaliso: Chiara Di Bari, Ilaria De Angelis

### Cast Tour 2005
- Quasimodo: Luca Maggiore, Fabrizio Voghera
- Esmeralda: Chiara Di Bari, Ilaria Andreini, Leyla Martinucci
- Frollo: Fabrizio Voghera, Luca Velletri
- Gringoire: Roberto Sinagoga, Mattia Inverni, Gianluca Perdicaro
- Clopin: Cristian Mini, Aurelio Fierro Jr., Emanuele Bernardeschi.
- Febo: Heron Borelli, Alberto Mangia Vinci
- Fiordaliso: Ilaria De Angelis

### Cast Tour 2007
- Quasimodo: Giò Di Tonno, Luca Maggiore
- Esmeralda: Lola Ponce, Chiara di Bari
- Frollo: Christian Gravina
- Gringoire: Mattia Inverni
- Clopin: Aurelio Fierro Jr.
- Febo: Graziano Galatone, Heron Borelli
- Fiordaliso: Claudia D'Ottavi, Ilaria De Angelis

### Cast Tour 2008
- Quasimodo: Giò Di Tonno, Luca Maggiore, Leonardo Di Minno
- Esmeralda: Lola Ponce, Sabrina De Siena, Ilaria Andreini
- Frollo: Fabrizio Voghera, Francesco Antimiani, Paolo Bianca
- Gringoire: Matteo Setti, Mattia Inverni
- Clopin: Aurelio Fierro Jr., Leonardo Di Minno
- Febo: Heron Borelli, Alberto Mangia Vinci
- Fiordaliso: Ilaria De Angelis, Valentina Spreca
- Corpo di ballo: Marianna Bombace, Nadia Buttignol, Marco Chiodo, Alessandra Cito, Vincenzo De Michele, Christian Di Maio, (Kal) Pasquale Guglielmelli, Danilo Monardi, Luca Peluso, Simone Bua, Loredana Persichetti, Emanuele Pironti, Valentina Soncin, Midori Watanabe, Roberta Zegretti.
- Breaker: Neil Tendart
- Acrobati: Renato Gambardella, Marco Gerace, Francesco Greco, (Pippo) Giuseppe Lopez, Simone Ranieri.

### Cast Tour 2009
- Quasimodo: Luca Maggiore, Leonardo Di Minno
- Esmeralda: Sabrina De Siena, Claudia Paganelli, Caterina Ferri.
- Frollo: Fabrizio Voghera, Francesco Antimiani
- Gringoire: Matteo Setti, Mattia Inverni
- Clopin: Cristian Mini, Aurelio Fierro Jr., Leonardo Di Minno
- Febo: Heron Borelli, Alberto Mangia Vinci
- Fiordaliso: Ilaria De Angelis, Valentina Spreca

### Cast Tour 2011-2012
- Quasimodo: Angelo Del Vecchio, Lorenzo Campani
- Esmeralda: Alessandra Ferrari, Federica Callori.
- Frollo: Vincenzo Nizzardo, Marco Manca
- Gringoire: Riccardo Maccaferri, Luca Marconi
- Clopin: Lorenzo Campani, Emanuele Bernardeschi
- Febo: Oscar Nini, Giacomo Salvietti
- Fiordaliso: Serena Rizzetto, Federica Callori
- Corpo di Ballo[6]: Marianna Bombace, Nadia Buttignol, Luca Calzolaro, Marco Chiodo, Alessandra Cito, Vincenzo De Michele, Francesco Gammino, Giuliana Guttoriello, Sara Filippucci, Amy Mason,Giancarlo Commare, Danilo Monardi, Luca Peluso, Loredana Persichetti, Emanuele Pironti, Roberta Zegretti.
- Acrobati[6]: Renato Gambardella, Marco Gerace, Francesco Greco, Pippo Lopez, Gerald Zarcilla.
- Breakers[6]: Daniel Ruiz Martinez, Bboy Paco.

### Cast Tour 2016-2017
- Quasimodo: Giò Di Tonno, Angelo Del Vecchio, Lorenzo Campani
- Esmeralda: Lola Ponce, Tania Tuccinardi, Alessandra Ferrari, Federica Callori,
- Frollo: Vittorio Matteucci, Marco Manca
- Gringoire: Matteo Setti, Riccardo Maccaferri
- Clopin: Leonardo Di Minno, Lorenzo Campani
- Febo: Graziano Galatone, Luca Marconi
- Fiordaliso: Tania Tuccinardi, Federica Callori, Alessandra Ferrari
- Corpo di Ballo: Mino Viesti, Emilio Caruso, Giampiero Giarri, Antonio Balsamo, Renato Capalbo, Danilo Picciallo, Burim "Rimi" Cerloj, Giuseppe Marino, Luca Calzolaro, Beatrice Zancanaro, Martina Rochetti, Khimei Farias, Serena Origgi, Marta Marino, Sonia Picone, Laura Gallinella, Silvia Rizzo, Federica Scaramella
- Acrobati: Alberto Poli, Andrea Neyroz, John Mirco Cruz, Alessandro Sbardella, Matteo Paternosto, Ivan Trimarchi, Maciej Talik, Samuele Poddi
- Breakers: Carlos "Salo" Suarez, Fabio Labianca, Pasquale "Paco" Fortunato.

### Cast Tour 2019-2020
- Quasimodo: Giò Di Tonno, Lorenzo Campani
- Esmeralda: Elhaida Dani, Tania Tuccinardi, Federica Callori
- Frollo: Vittorio Matteucci, Cristian Mini
- Gringoire: Matteo Setti, Riccardo Maccaferri
- Clopin: Leonardo Di Minno, Lorenzo Campani
- Febo: Graziano Galatone, Giacomo Salvietti
- Fiordaliso: Tania Tuccinardi, Federica Callori

### Cast Tour 2022
- Quasimodo: Giò Di Tonno, Lorenzo Campani
- Esmeralda: Lola Ponce, Tania Tuccinardi, Ilaria Mongiovì
- Frollo: Vittorio Matteucci, Cristian Mini
- Gringoire: Matteo Setti, Riccardo Maccaferri
- Clopin: Marco Guerzoni, Leonardo Di Minno
- Febo: Graziano Galatone, Riccardo Maccaferri
- Fiordaliso: Claudia D'Ottavi, Tania Tuccinardi, Ilaria Mongiovì

## Luci e suoni
Non esistendo un teatro abbastanza grande a Roma per poter far debuttare uno spettacolo delle proporzioni di Notre-Dame de Paris, nel 2002 venne costruito il GranTeatro di Roma. Per la rappresentazione dello spettacolo al GranTeatro sono occorsi 400 metri di struttura a traliccio americana per fissare le attrezzature scenotecniche e 150 teste mobili controllate da 2 diverse console interfacciate tra loro. Il palco è muto, vengono infatti usati solo in ear monitor e come PA principali si usano due cluster Line Array. Le luci e il suono sono rispettivamente di Alain Lortie e Manu Guiot. Successivamente, venne effettuata una rappresentazione all'Arena di Verona che fu anche registrata.